# Atenas (alias)
Existen varias ciudades que llevan el alias de Atenas.
- La Plata, Argentina. (Llamada: La Atenas argentina)[1]
- Saltillo, México. (Llamada: La Atenas del Norte  o  La Atenas de México)[2][3]
- Chilapa de Álvarez, México. (Llamada: La Atenas del Sur)[4]
- Requena, Perú. (Llamada: La Atenas del Ucayali)[5]
- Cuenca, Ecuador. (Llamada: La Atenas del Ecuador  o  La Atenas de los Andes)[6]
- Bogotá, Colombia. (Llamada: La Atenas Sudamericana)[7]
- Edimburgo, Reino Unido.  (Llamada: La Atenas del Norte)[8]
- Boston, Estados Unidos.  (Llamada: La Atenas de América)[9]
- Filadelfia, Estados Unidos.  (Llamada: La Atenas de Norteamérica)[10]
- Nashville, Estados Unidos.  (Llamada: La Atenas del Sur)[11][12]
- Azua de Compostela, República Dominicana. (Llamada:La Atenas del Sur  o  La Atenas dominicana)[13]

También hay países y dependencias que reciben este nombre:
- Guatemala (La Atenas de Centroamérica)[14]
- Cuba (La Atenas del Caribe)[15]
- Puerto Rico (La Atenas del Caribe)[16]